# Apeadeiro de Senhora da Agonia

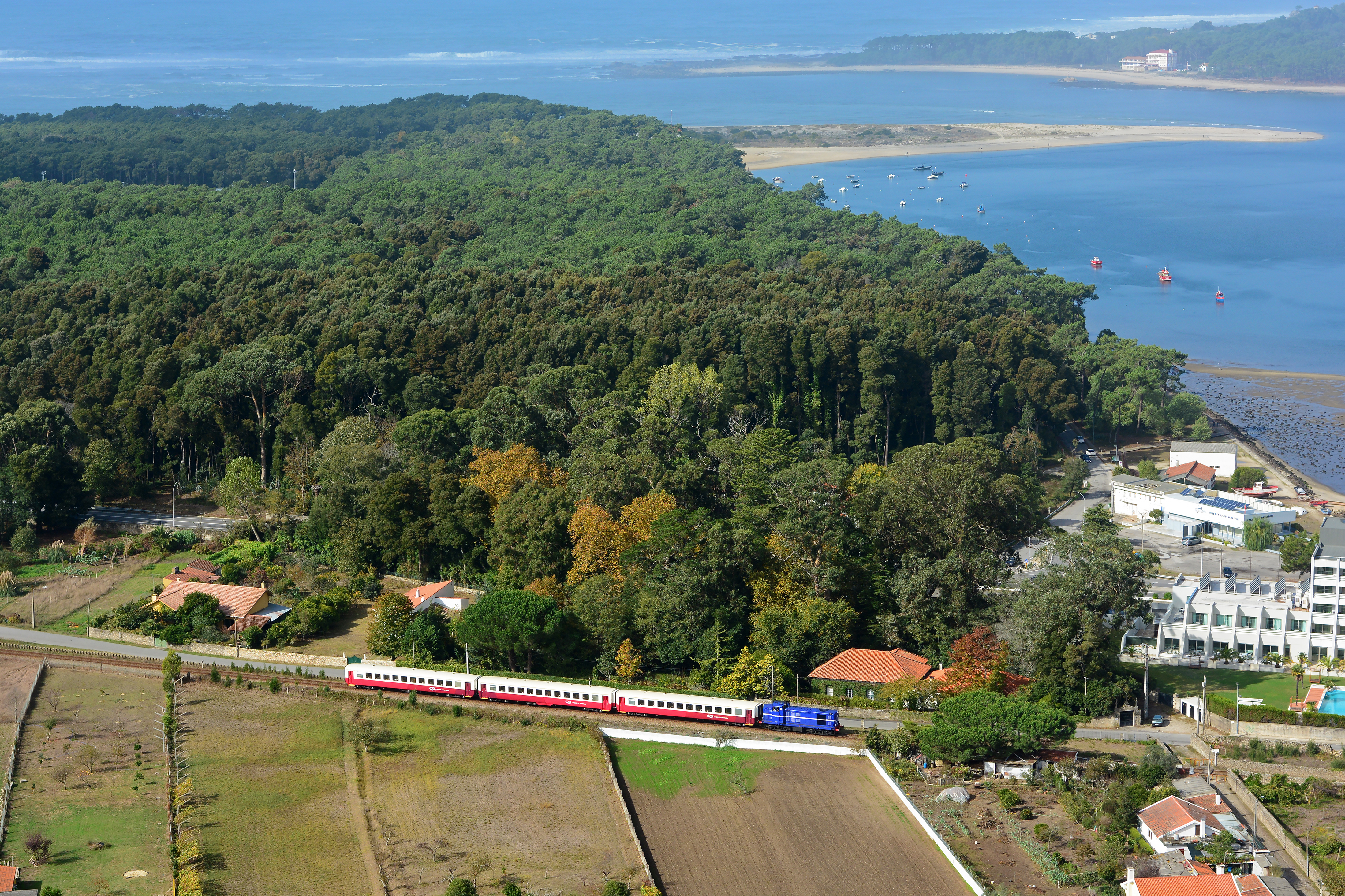
Comboio perto do apeadeiro de Senhora da Agonia, em 2017.

O Apeadeiro de Senhora da Agonia é uma gare da Linha do Minho, que serve a zona de Esteiro, no concelho de Caminha, em Portugal. O abrigo de plataforma situa-se do lado noroeste da via (lado esquerdo do sentido ascendente, a Monção).

## História
Este apeadeiro situa-se no troço da Linha do Minho entre Darque e Caminha, que foi aberto em 1 de Julho de 1878.
Em Junho de 1913, esta interface possuía a categoria de paragem, e era servida pelos comboios tramways entre Viana do Castelo e Valença.
Em 1940, o Ministério das Obras Públicas e Comunicações aprovou a expropriação de uma faixa de terreno paralela à Linha do Minho (entre os PKs 103,764.60 e 113,774.60) de forma a permitir a construção de um abrigo nneste apeadeiro.

Em 2021, após obras de reparação e eletrificação, começaram a circular neste troço (Viana-Valença) comboios elétricos.